# ポルトガル鉄道3500形電車
3500形（ポルトガル語: Série 3500）は、ポルトガルの鉄道路線で使用されている電車。ポルトガル初となる2階建て車両で、ポルトガル鉄道とフェルタグスが所有している。

## 概要
1990年代以降、ポルトガルの首都・リスボンではリスボン鉄道駅事務所（Gabinete do Nó Ferroviário de Lisboa）が主導する大規模な郊外鉄道ネットワークの整備事業が実施されていた。その一環として、高い需要に対応する新型電車が製造される事となり、1998年にポルトガル鉄道はGECアルストムとCAFに2階建て電車を30編成発注し、1999年から2000年にかけて営業運転に投入した。これが3500形である。
3500形は先頭の電動制御車と中間の付随車からなる4両編成で編成を組んでおり、最高速度は140 km/hである。車内には合計476人分の座席と4人分の折り畳み座席が設置され、従来の1階建て車両による4両編成よりも40 %以上多い乗客を収容する事が出来る他、中2階部分には車椅子用スペースが備わっている。座席はクロスシートが採用されており、2 + 2人掛けの布張りの座席が背中合わせに配置されている。これらの座席は車両基地での修繕時に簡単に分解できる構造となっている。また、車内には冷暖房双方に対応した空調装置が完備されており、故障時でも作動できるよう冗長性が確保されている。両開きの乗降扉は中2階部分に存在する。
主電動機を始めとした走行用の電気機器は先頭車に設置されており、主電動機はアルストムとポルトガルの企業であるEfacecが共同で製造したかご形三相誘導電動機が用いられている。

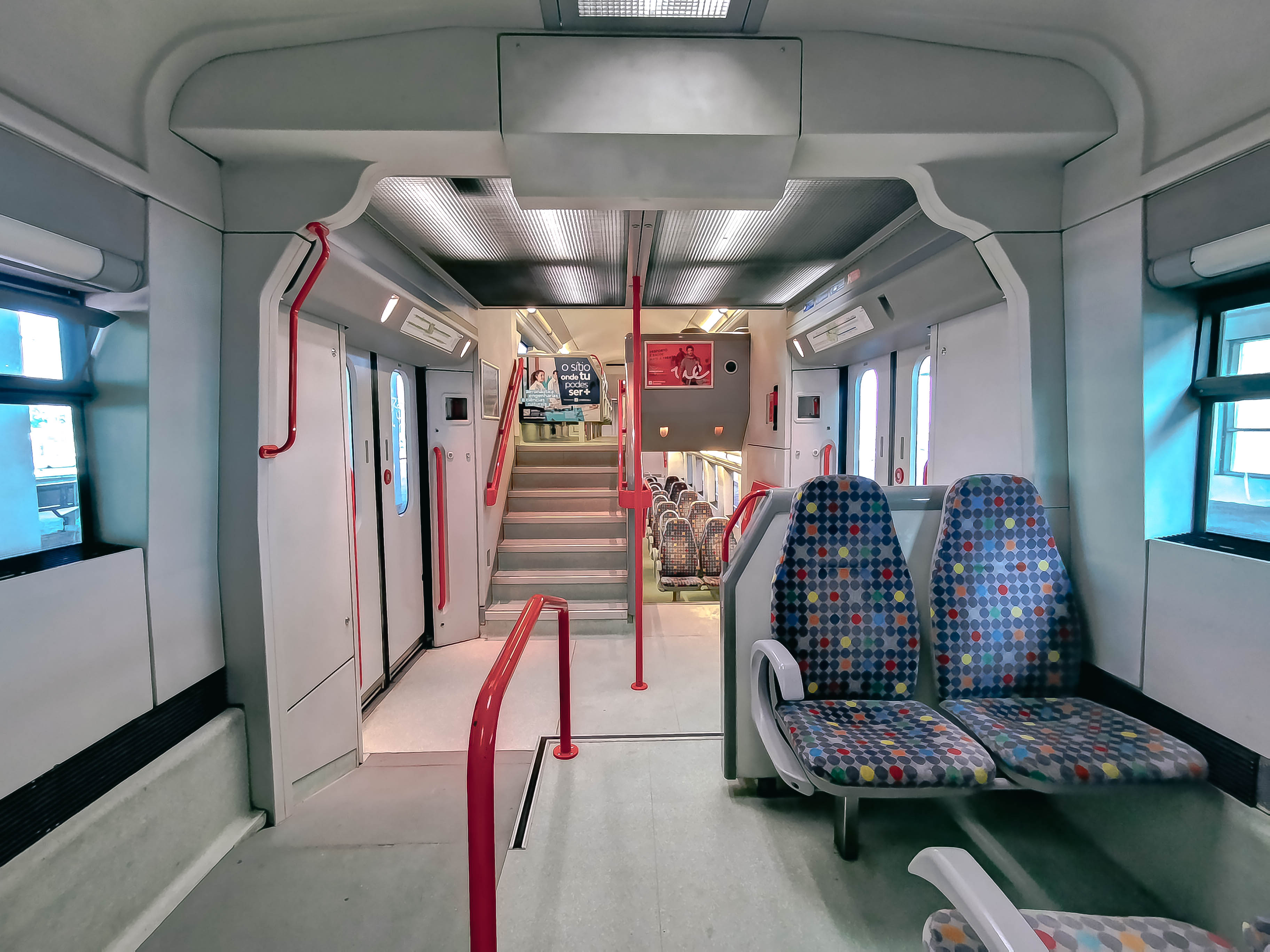
車内（中2階部分）（ポルトガル鉄道）
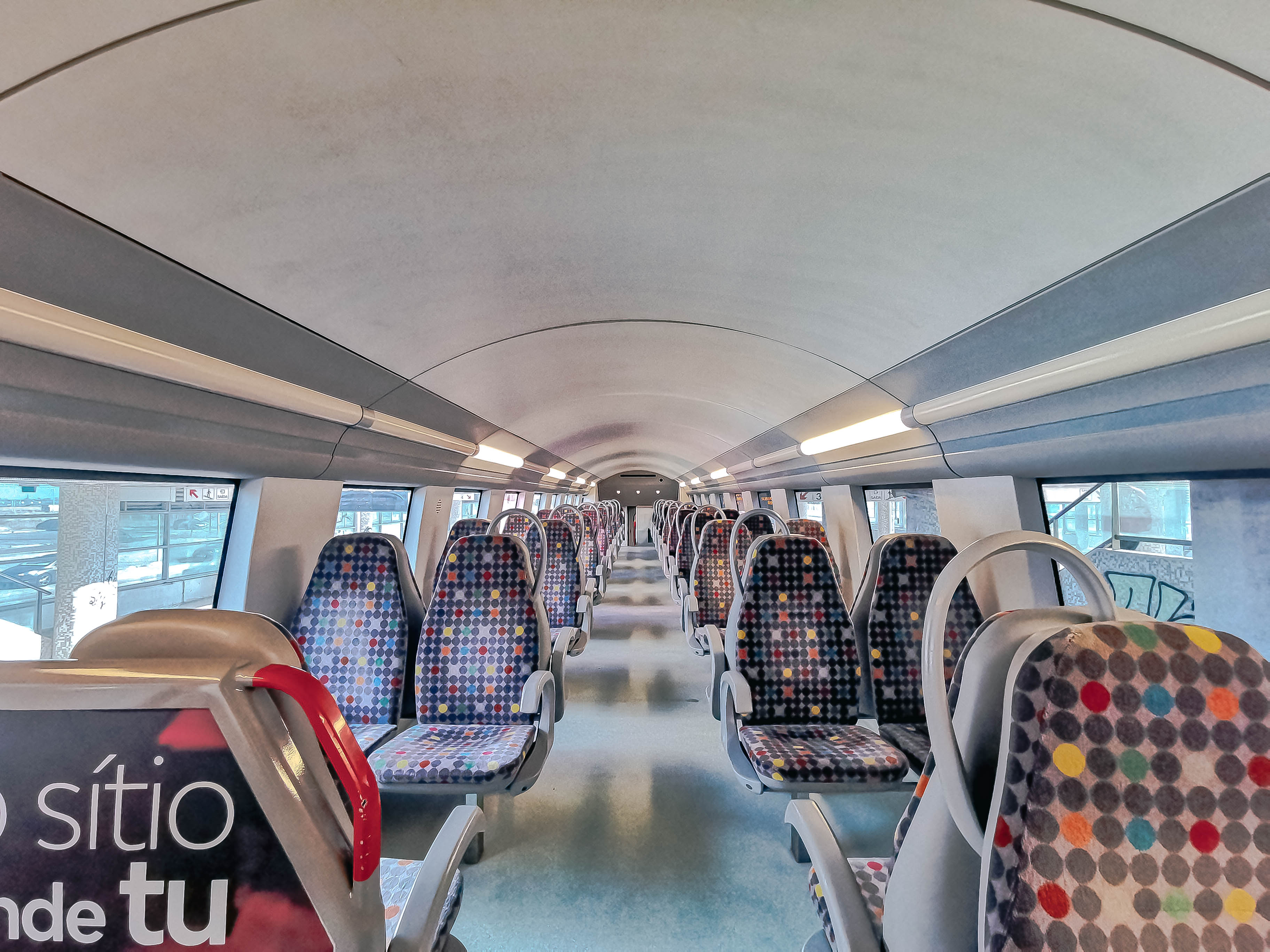
車内（2階部分）（ポルトガル鉄道）
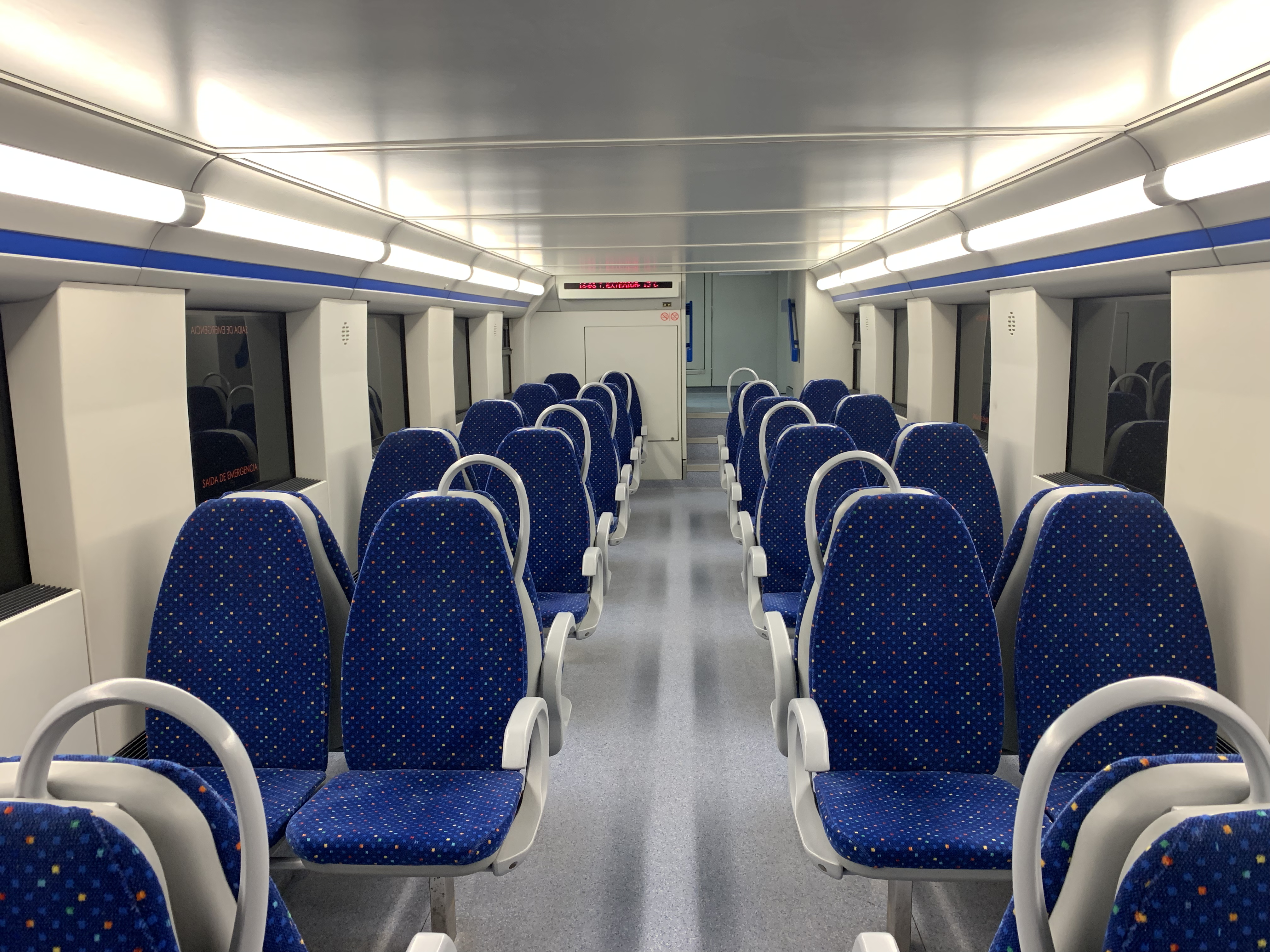
車内（1階部分）（フェルタグス）
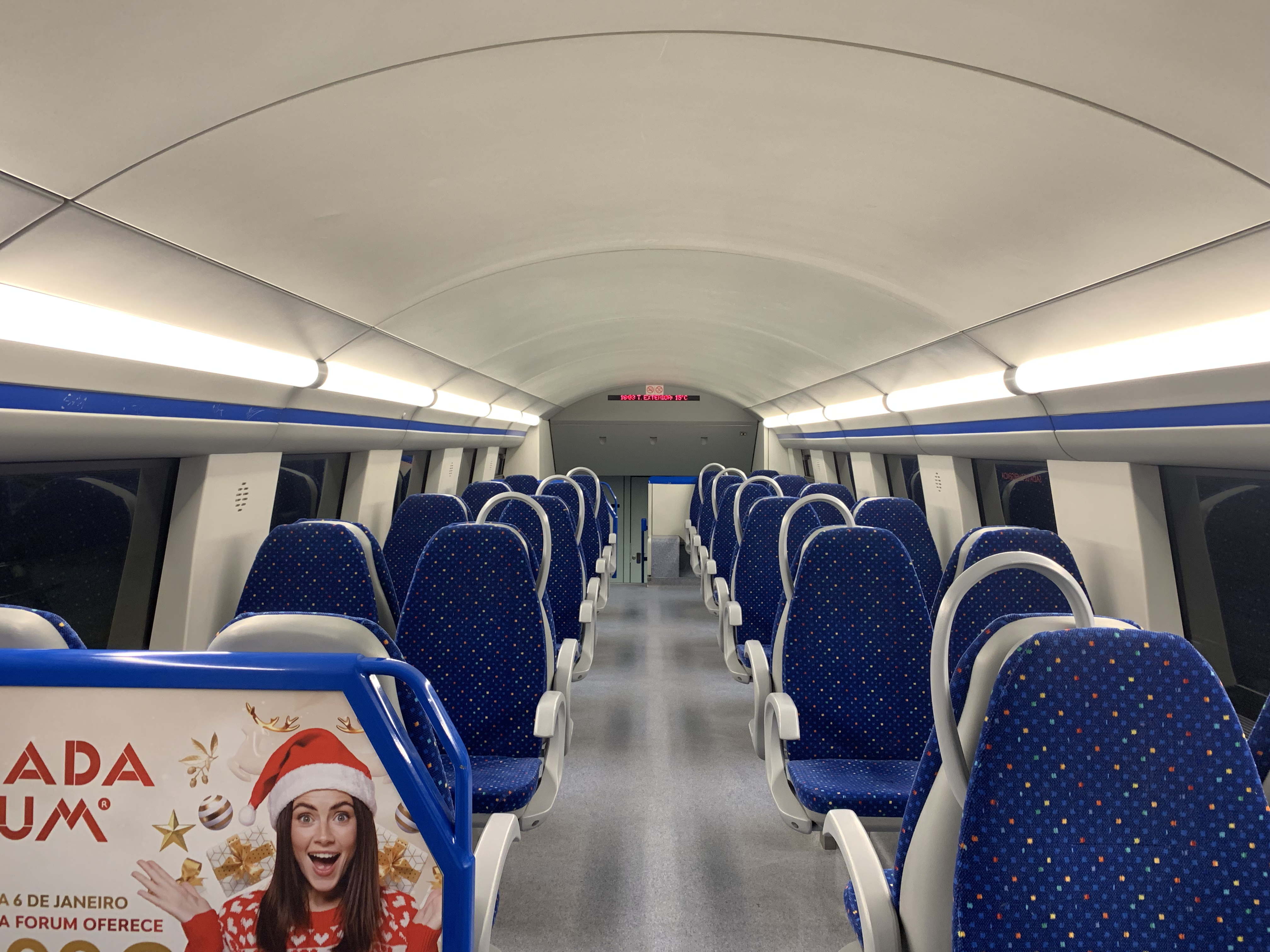
車内（2階部分）（フェルタグス）

発注された全30編成（4両編成30本）のうち、12編成はポルトガル鉄道が所有し、リスボンの近郊列車で運行している一方、18編成についてはリスボン近郊で旅客列車を運営する民間事業者のフェルタグス（Fertagus）が所有している。そのうちフェルタグスが所有する車両については、2019年以降「公共交通機関運賃削減支援プログラム（Programa de apoio à redução tarifária nos transportes públicos、PART）」への参加による利用客増加を見込み、座席数の削減や掴み棒の増設による立席定員の増加が図られている。

## ギャラリー

ポルトガル鉄道
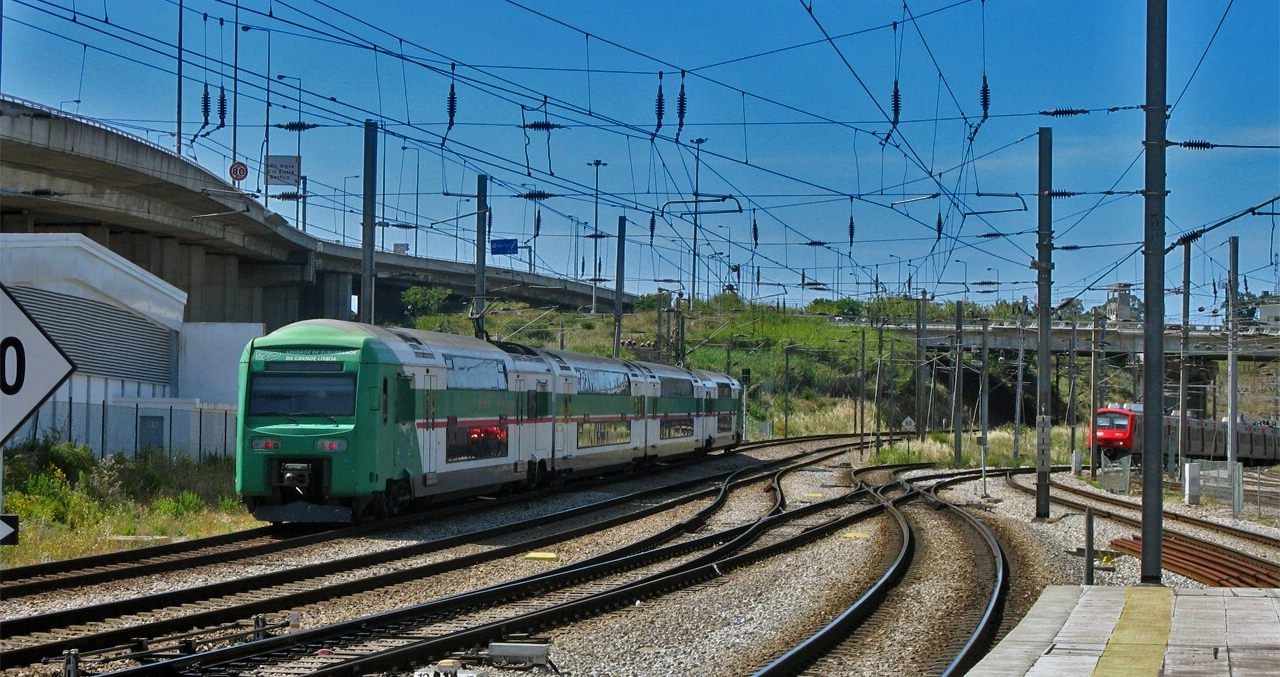
2009年撮影
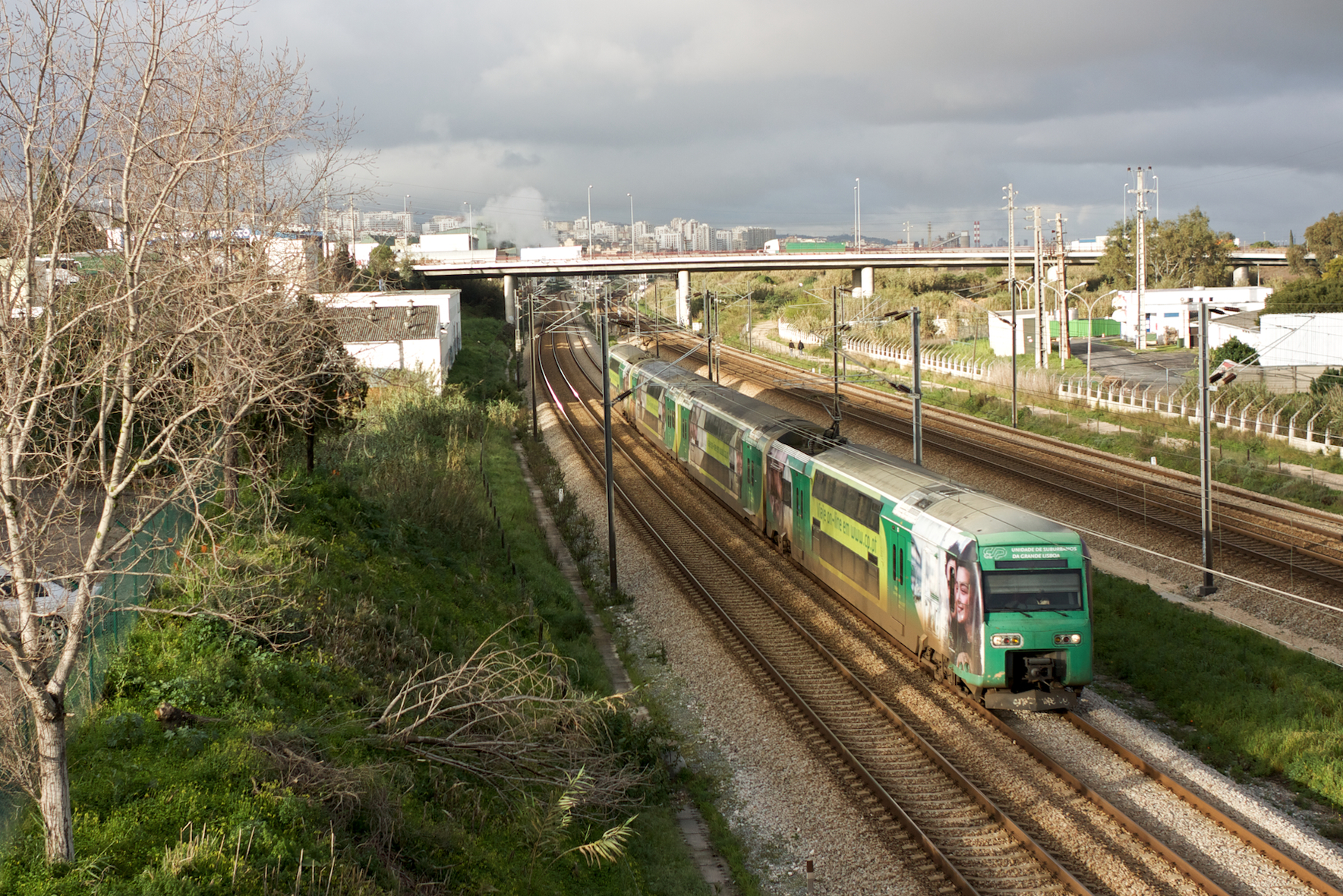
2010年撮影
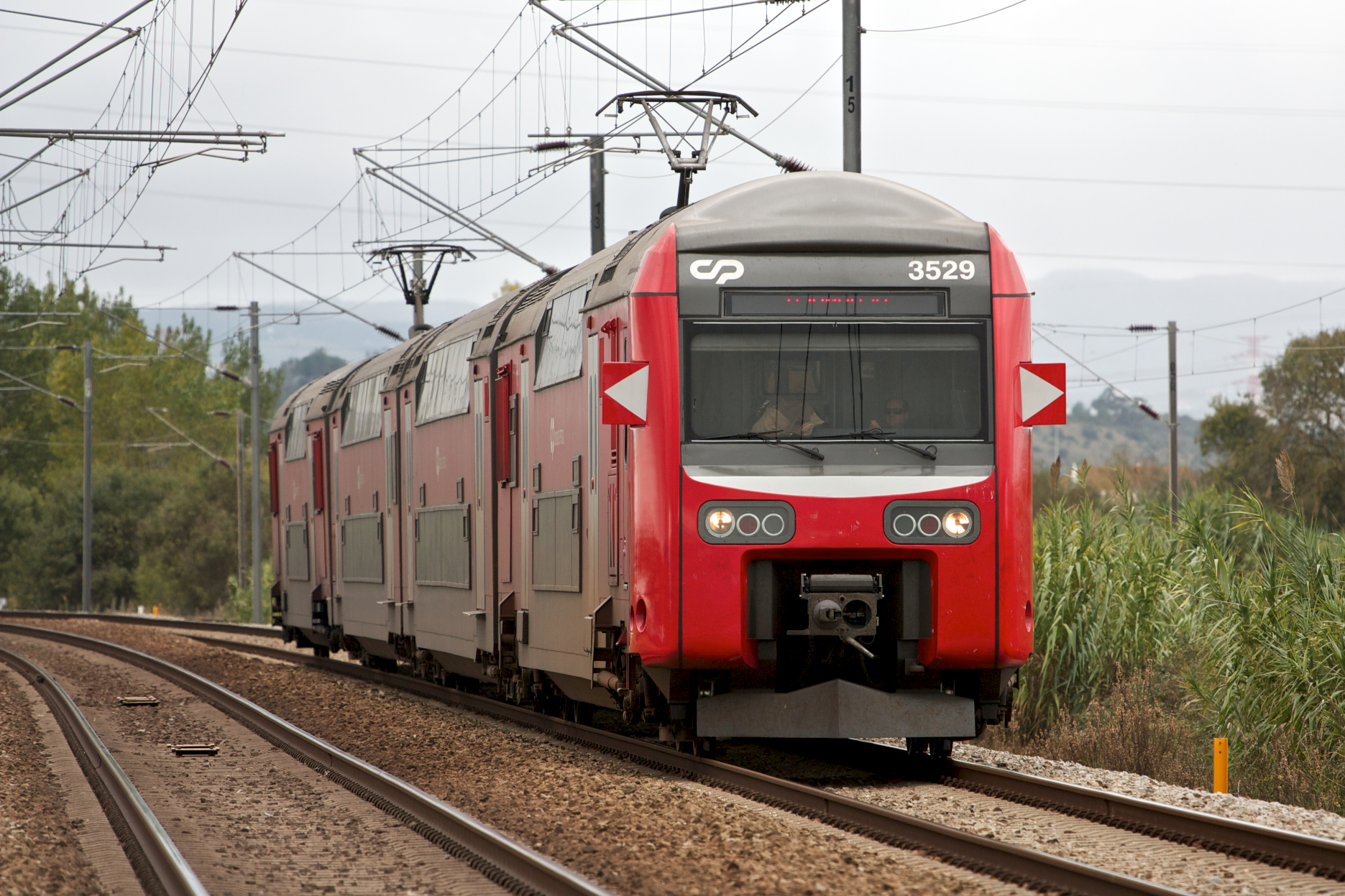
2013年撮影
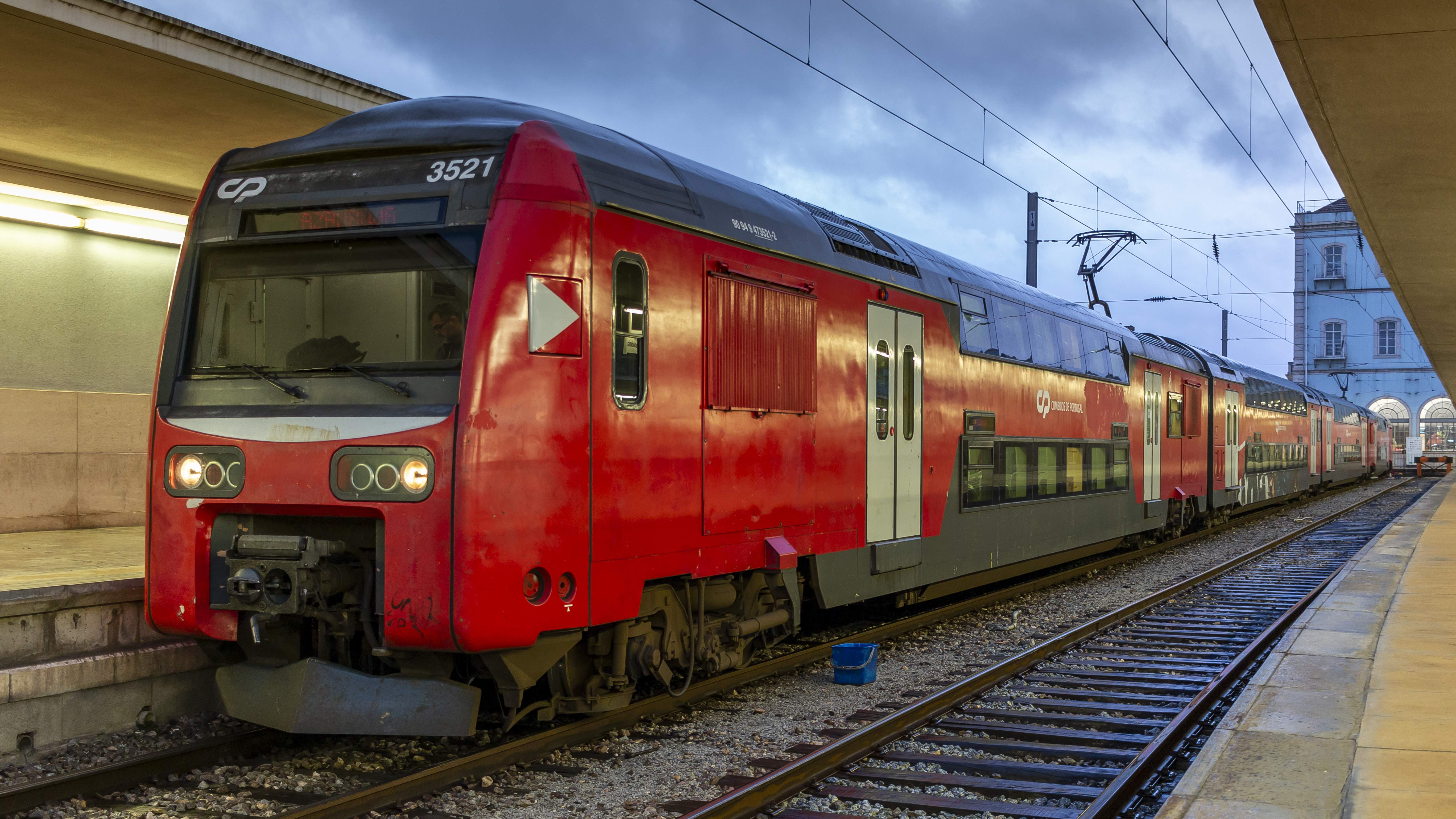
2019年撮影

フェルタグス
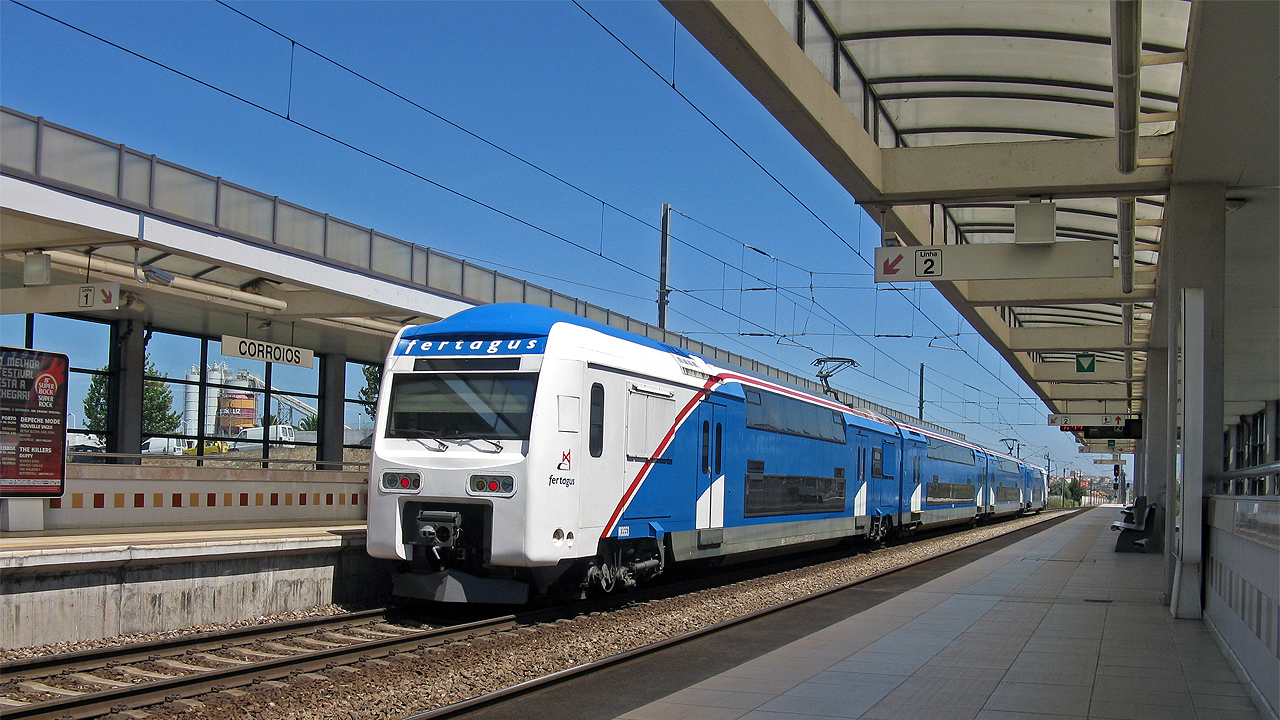
2009年撮影
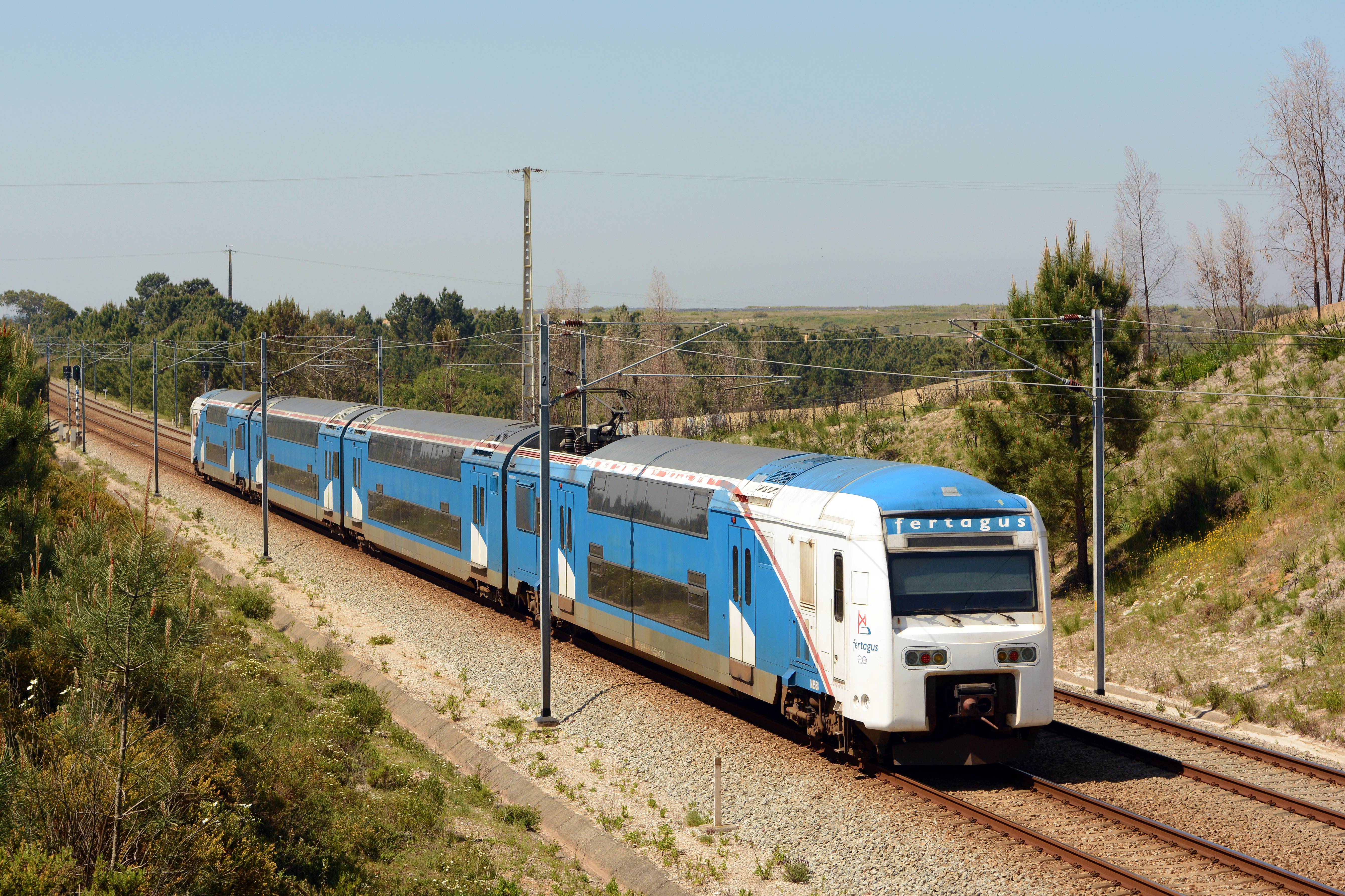
2017年撮影
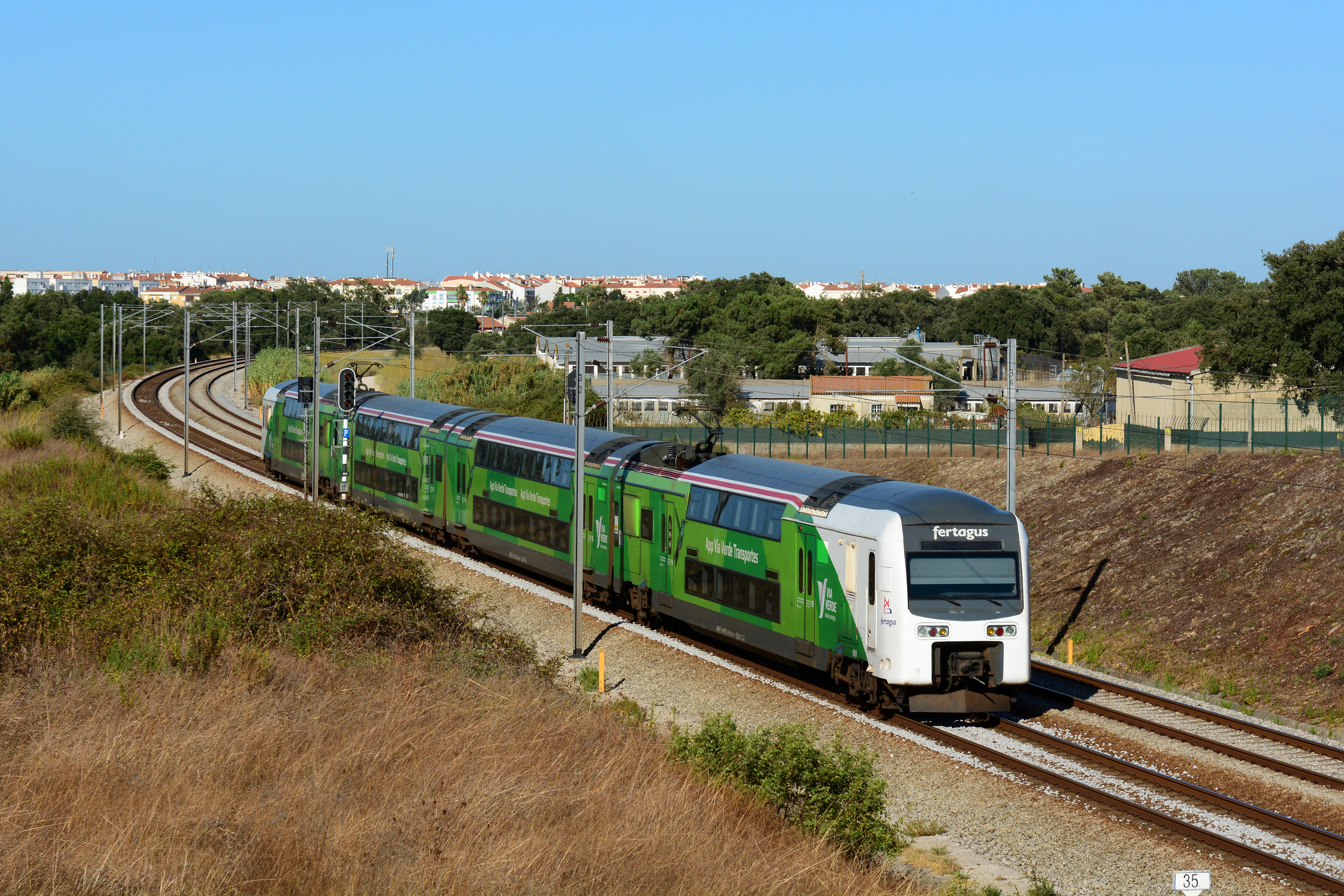
2020年撮影
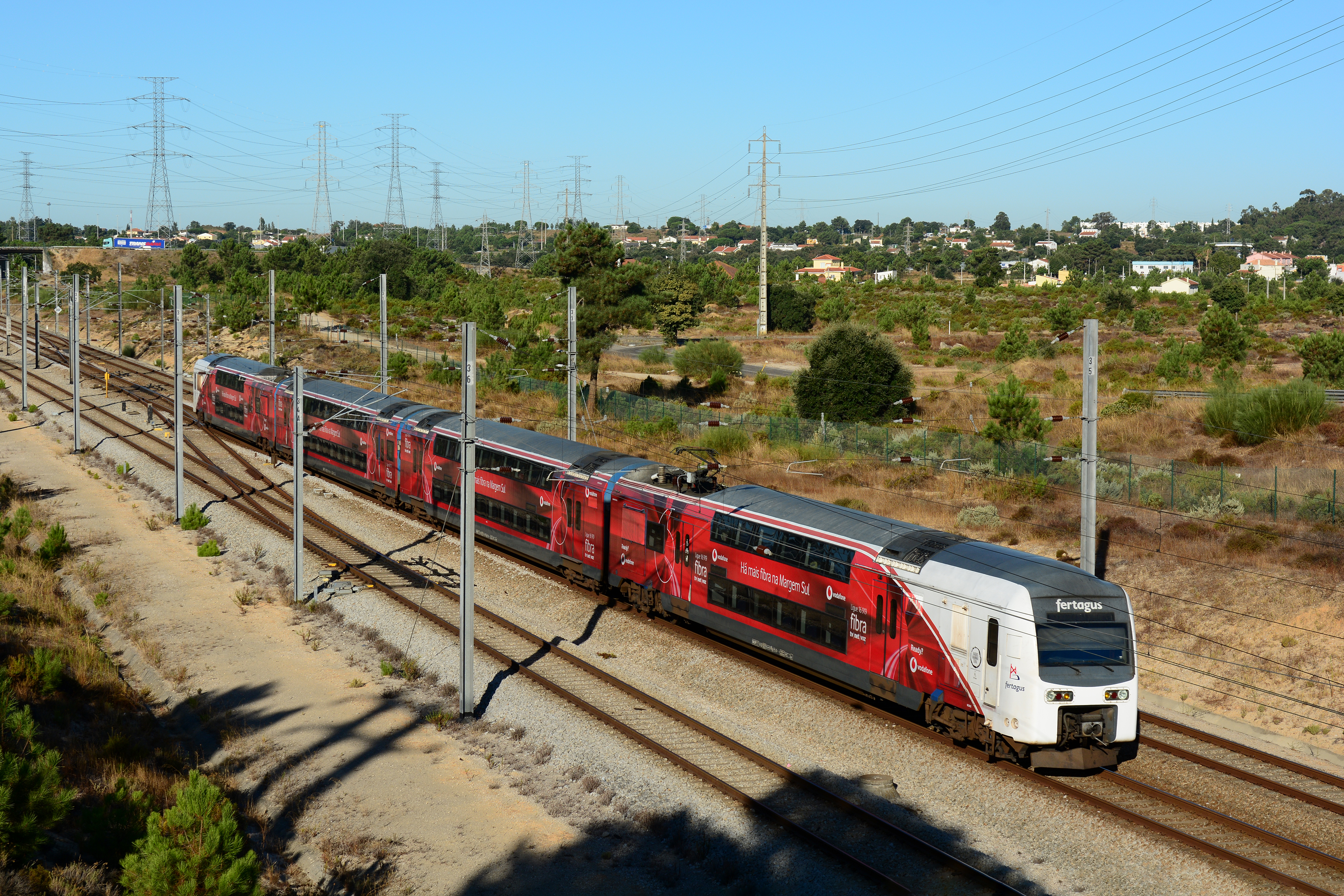
2020年撮影
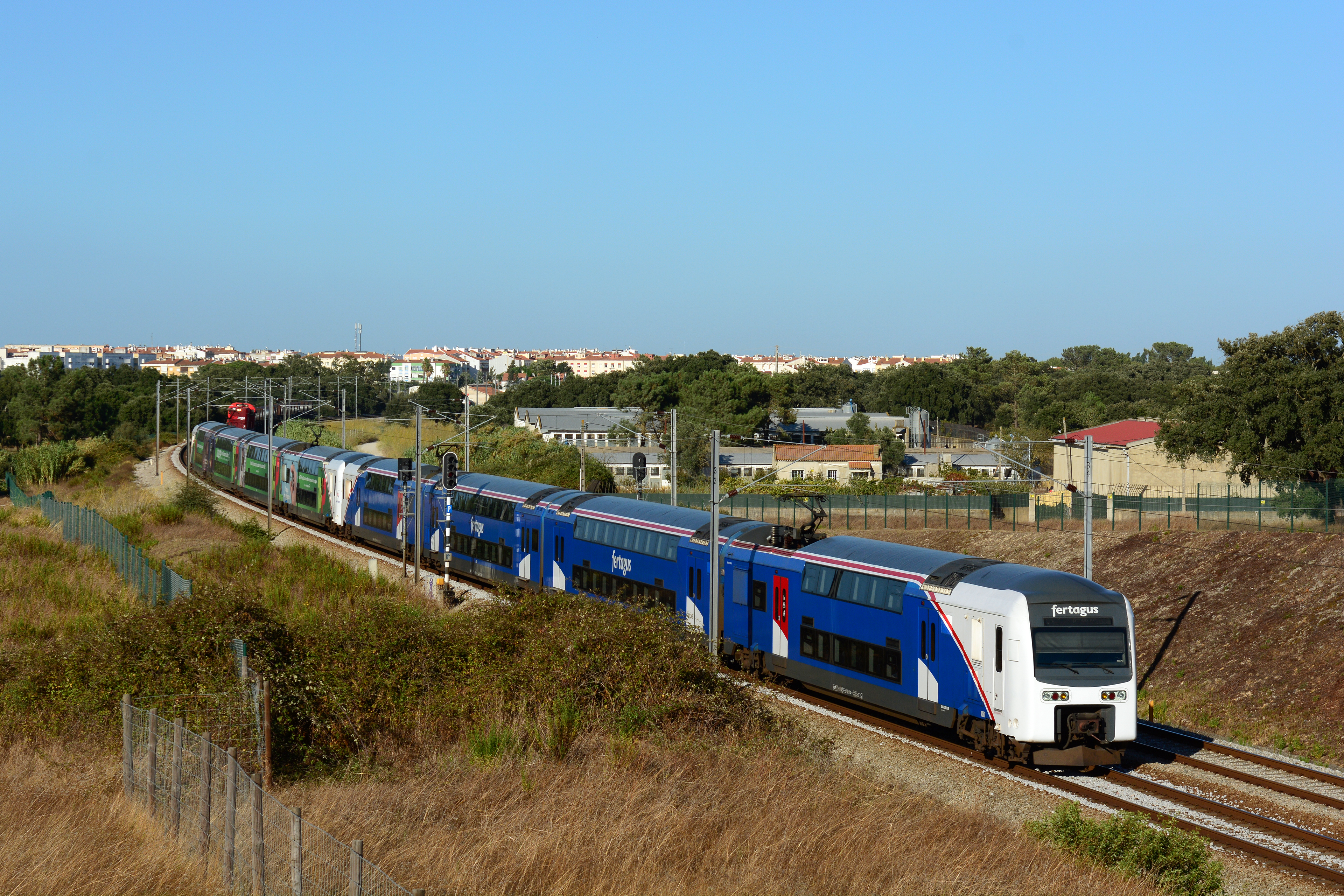
2020年撮影